# It’s No Secret
Az It's No Secret című dal az ausztrál énekes-dalszerző Kylie Minogue 1988. december 15-én megjelent kislemeze debütáló Kylie című stúdióalbumáról. A dalt 5. kislemezként szerették volna megjelentetni, de Kylie Jason Donovannel közös hatalmas sikert aratott Especially for You című balladája sikerének köszönhetően csak 1988 karácsonyán jelent meg a dal, és a következő évben is csak pár országban. Az Egyesült Államokban az "It's No Secret" Kylie 3. kislemeze volt az országban, ahol a Billboard Hot 100-as lista Top 40-es helyezését érte el.

## Előzmények
Eredetileg az "It's No Secret" című dalt szerették volna megjelentetni az egész világon, de helyette a Hand On Your Heart című dalt jelentették meg 1989 áprilisában az Enjoy Yourself című albumról. A dal végül csak az USA-ban, Új Zélandon, Kanadában és Japánban jelent meg. A Hand On Your Heart kislemez B oldalán az Wouldn't Change a Thing című dal volt hallható. A kislemez 1989 júliusában jelent meg. Összességében a dal 13 hétig volt a Hot 100-as listán, és Japánban nagyobb sikert aratott, ahol 1988 decemberében a 4. helyig jutott. Ez a dal volt Kylie 5. kislemeze, mely Top 10-es sláger lett egy év alatt.
A dal korlátozott megjelenése, és a promóció hiánya miatt a dal nem aratott különösebb nagy kereskedelmi sikert, de ahhoz elég jól teljesített, hogy reklámozza a Kylie című debütáló albumot, melyen ez a dal is megtalálható. Az "It's No Secret" a 47. helyen debütált az Új-Zéland-i kislemezlistán, ahol csak egy hétig volt ebben a helyzetben. 1989 februárjában a dal a 37. jutott az US Billboard Hot 100 kislemezlistán, ahol Top 40-es sláger lett belőle. Összességében a dal 13 hetet töltött a Hot 100-as listán, így Kylie egyik leghosszabb futó dala lett a kislemezlistán.
Minogue a dal népszerűsítése alkalmából előadta a dalt a  Live at the Hippodrome-ban, egy brit televíziós műsorban, teljes élőben egy amerikai zenekarral a The Arsenio Hall Show-ban és a Club MTV-ben.

## Kritikák
2023-ban Robert Moran, a The Sydney Morning Herald ausztrál bulvárlap munkatársa a dalt Minogue 171. helyre sorolta az 1983-ból, mivel úgy ítélte meg, hogy Minogue inkább kiabál a dalban, mint énekel, és túlszárnyalja a dalban hallható funk gitár hangját is.

## Videóklip
A dalhoz klipet is forgattak az ausztráliai Port Douglasban. A történet szerint Minogue a barátjával veszekszik, mertaz folyton pénzt vesz el tőle, majd végül rájön, hogy a barátja egy másik lány iránt is érdeklődik. Körbe-körbe járkál, és boldogtalan kapcsolatán elmélkedik, míg végül lezárja a kapcsolatot. A klip utolsó jeleneteiben Minogue boldogan sétál egy vonaton újra egyedülálló nőként. Az "It's No Secret" nyitja Minogue második hivatalos videogyűjteményét a "Kylie: The Videos 2" címűt, amely 1989 novemberében jelent meg az Egyesült Királyságban és Ausztráliában is. A kiadvány hatalmas mennyiségben fogyott a boltokból.

## Kereskedelmi sikerek
Az "It's No Secret" a 47. helyen debütált az új-zélandi kislemezlistán, ahol egy hétig tartózkodott, így ez lett Minogue legrosszabbul teljesítő kislemeze Új-Zélandon. 1988 decemberében a dal a 90. helyen debütált az Egyesült Államok Billboard Hot 100-as listán, és 1989 februárjában a 37. helyre érte el a csúcsot. A dal összesen tizenhárom hetet töltött a Hot 100-ban, így Minogue egyik leghosszabb dala lett.

## Élő előadások
Kylie a dalt különböző turnék keretében adta elő, legtöbbször mixbe foglalva több másik dallal együtt.
- Showgirl: The Greatest Hits Turné (a "Smiley Kylie" részleteként)
- Showgirl: The Homecoming Turné (az "Everything Taboo" részleteként)
- For You, For Me Turné (az "Everything Taboo" részleteként)

## Formátum és számlista
| Észak-Amerika 7" kislemez és kazetta single 1. "It's No Secret" – 3:55 2. "Made in Heaven" – 3:20 Észak-Amerika 12" bakelit 1. "It's No Secret" (Extended) – 5:46 2. "Made in Heaven" (Maid in England mix) – 6:16 Japán 7" kislemez 1. "It's No Secret" – 3:55 2. "Look My Way" – 3:35 Japán 3" hüvelykes CD kislemez 1. "It's No Secret" – 3:55 2. "Look My Way" – 3:35 Japán 12" bakelit 1. "It's No Secret" (Extended) – 5:46 2. "The Loco-Motion" (Sankie Mix - long version) – 6:54 Új-Zéland 7" kislemez 1. "It's No Secret" – 3:32 2. "It's No Secret" (Instrumental) – 3:32 | Ausztrál 12" bakelit 1. "It's No Secret" (Extended) – 5:46 2. "It's No Secret" (Instrumental) – 3:55 iTunes digitális letöltés EP 1. "It's No Secret" (7" Mix) – 3:32 2. "It's No Secret" (Extended Version) - 5:46 3. "It's No Secret" (Alternative Extended Version) - 5:27 4. "It's No Secret" (7" Instrumental) - 3:30 5. "It's No Secret" (7" Backing Track) - 3:30 6. "It's No Secret" (Album Instrumental) 3:56 7. "It's No Secret" (Album Backing Track) 3:57 8. "Look My Way" (Instrumental) - 3:36 9. "Look My Way" (Backing Track) - 3:36 |

## Slágerlista
| Slágerlista (1989)                          | Legjobb helyezések |
| ------------------------------------------- | ------------------ |
| Új-Zéland (Recorded Music NZ)               | 47                 |
| US Billboard Hot 100                        | 37                 |
| US Contemporary Hit Radio (Radio & Records) | 32                 |
| U.S. Cashbox Charts                         | 32                 |